# Kristian Rees
Kristian Rees (Adelaide, 6 gennaio 1980) è un ex calciatore australiano, di ruolo difensore.

## Palmarès
- Campionato australiano: 1

Adelaide United: 2006